# Bach

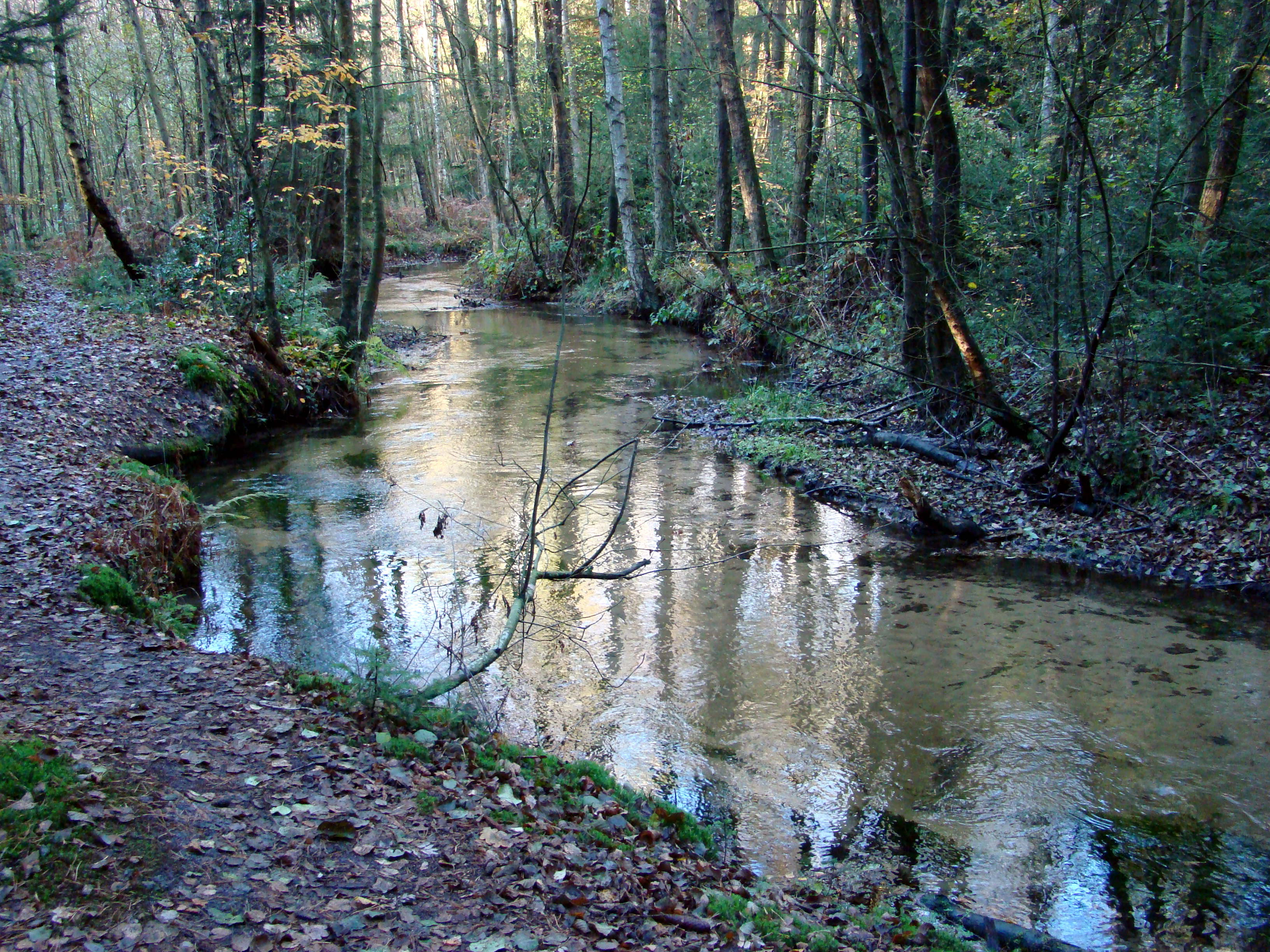
Weesener Bach in der Südheide

Ein Bach ist ein kleines, fließendes Gewässer. Eine Abgrenzung zum Fluss ist schwierig und hängt vom Kontext ab. So können zum Beispiel die fehlende Schiffbarkeit, der Abfluss (weniger als 20 m³/s) und die Breite (weniger als 10 m oder weniger als 5 m) als Kriterien herangezogen werden. Auch die durchschnittlich geringere Wassertiefe und der kleinere Gewässerquerschnitt sowie die dadurch bedingten häufigen direkten Wechselbeziehungen zwischen Wasserkörper, Gewässersohle, Ufer und Ufervegetation grenzen den Charakter des Baches von dem eines Flusses ab.

## Grundlegendes
Bäche sind in der hydrologischen Fachsprache kleine Fließgewässer. Es gibt so genannte perennierende Bäche, die ständig Wasser führen, sowie periodische oder episodische Bäche, die nur zeitweise, zyklisch oder unregelmäßig auftreten, wie in Deutschland zum Beispiel die Steingräben der Muschelkalkgebiete in Thüringen oder andere oberirdische Karstbäche.
Kennzeichnend für den Bach sind die Strömungsgeschwindigkeit des Wassers, die Temperaturverhältnisse, der Sauerstoffgehalt, die Lichtverhältnisse, die im Bach auftretenden Organismen. Weiterhin ist charakteristisch für einen Bach, dass sein Wasserspiegel steigt oder sinkt, im Bach enthaltene Substrate sich verlagern und sich der Lauf des Baches mit der Zeit verändern kann.
Die Strömungsgeschwindigkeit wird durch im Bach befindliche Steine, Totholz und kleinere Inseln, Verengungen, örtliche Vertiefungen oder flachere Bereiche beeinflusst.
In der Gartenbautechnik werden unter gestalterischen Aspekten künstliche Bachläufe angelegt.

## Begriffe und Namenkunde
Die Limnologie unterscheidet drei regionale Grundtypen von Bächen: den Gebirgsbach, den Mittelgebirgsbach und den Flachlandbach. Einen fast nie versiegenden, aus Quellen in Wäldern entstehenden Bach bezeichnet man als Waldbach.
Bach bildet sich aus ahd. pah Pl. pechî, mhd. bach Pl. beche. Ortsnamen auf -bach sind frühestens der hochmittelalterlichen Landnahme, wohl zwischen dem 11. und 13. Jahrhundert, zuzuordnen, wesentlich spätere Bildungen sind aber häufig.
Der alte Begriff Fließ (zu fließen, Fluss) ist noch in Brandenburg und Berlin gebräuchlich, beispielsweise für das Tegeler Fließ, das Pfefferfließ und im Spreewald. In Börderegionen kennt man Fließe heute aber auch als Gräben, die Regenwasser von Feldern ableiten sollen (Drainage). Diese Gewässer trocknen in regenarmen Monaten häufig aus. Zur niederdeutschen Entsprechung siehe Fleet.
In einigen Regionen und Dialekten, wie in der Pfalz, Südhessen und im Odenwald, ist Bach im Genus feminin, sodass es hier die Bach heißt.

## Systematik
Die Hydrologie in Verbindung mit der Orografie untersuchen die Formenvielfalt der Fließgewässer und versuchen, gewisse Grundtypen herauszuarbeiten: Blickt man auf die Gesamtstrecke eines Baches, so lassen sich ein Oberlauf, ein Mittellauf und ein Unterlauf unterscheiden. In einem modelltypischen Bachverlauf entsprechen diese Abschnitte den drei Grundformen Gebirgs-, Mittelgebirgs- und Flachlandbach. Bäche zeigen aber naturgemäß einen vielgestaltigen Verlauf, in Kleinformen von der Quellstrecke, über nahezu stehende Abschnitte mit Rückstauzonen und Wasserfällen oder Sumpfabschnitten, Verengungen mit Klammcharakter oder Furten als Flachwasser weit über der Normalbreite, bis hin zu Versickerungen, in denen das Gewässer unter die Erde abtaucht und dort weiterfließt oder sich im Grundwasser verliert.

### Gebirgsbach
In Gebirgsbächen herrscht wegen des größeren Gefälles eine stärkere Strömung, was für günstige Sauerstoffverhältnisse, aber auch für eine starke Erosion sorgt. Die Gewässersohle ist sehr steinig. Gebirgsbäche führen viel Geschiebe mit sich. Die im Gebirgsbach vorkommenden Tiere sind gegen Sauerstoffmangel größtenteils sehr empfindlich. Wasserpflanzen kommen so gut wie nicht vor.

### Mittelgebirgsbach
In Mittelgebirgsbächen ist das Gefälle und damit auch die Strömung geringer als in Gebirgsbächen. Neben der Erosion kommt es auch zu einer Sedimentation. Kleinere Inseln und Kiesbänke entstehen immer wieder neu an verschiedenen Stellen. Die hier entstehenden mannigfaltigen Kleinräume bieten den verschiedenartigsten Wasserlebewesen eine Lebensgrundlage. Zeigerart ist die Bachforelle.

### Flachlandbach
In Flachlandbächen ist das Gefälle am geringsten. Das Wasser fließt gemächlich in weiten Mäandern dahin. Sedimentation und Nährstoffreichtum sind recht groß, so dass die Gewässersohle relativ sandig und mit organischem Material durchsetzt ist. Bei geringer Strömung kommen zahlreiche Wasserpflanzen im Bach vor.

## Eingriffe des Menschen

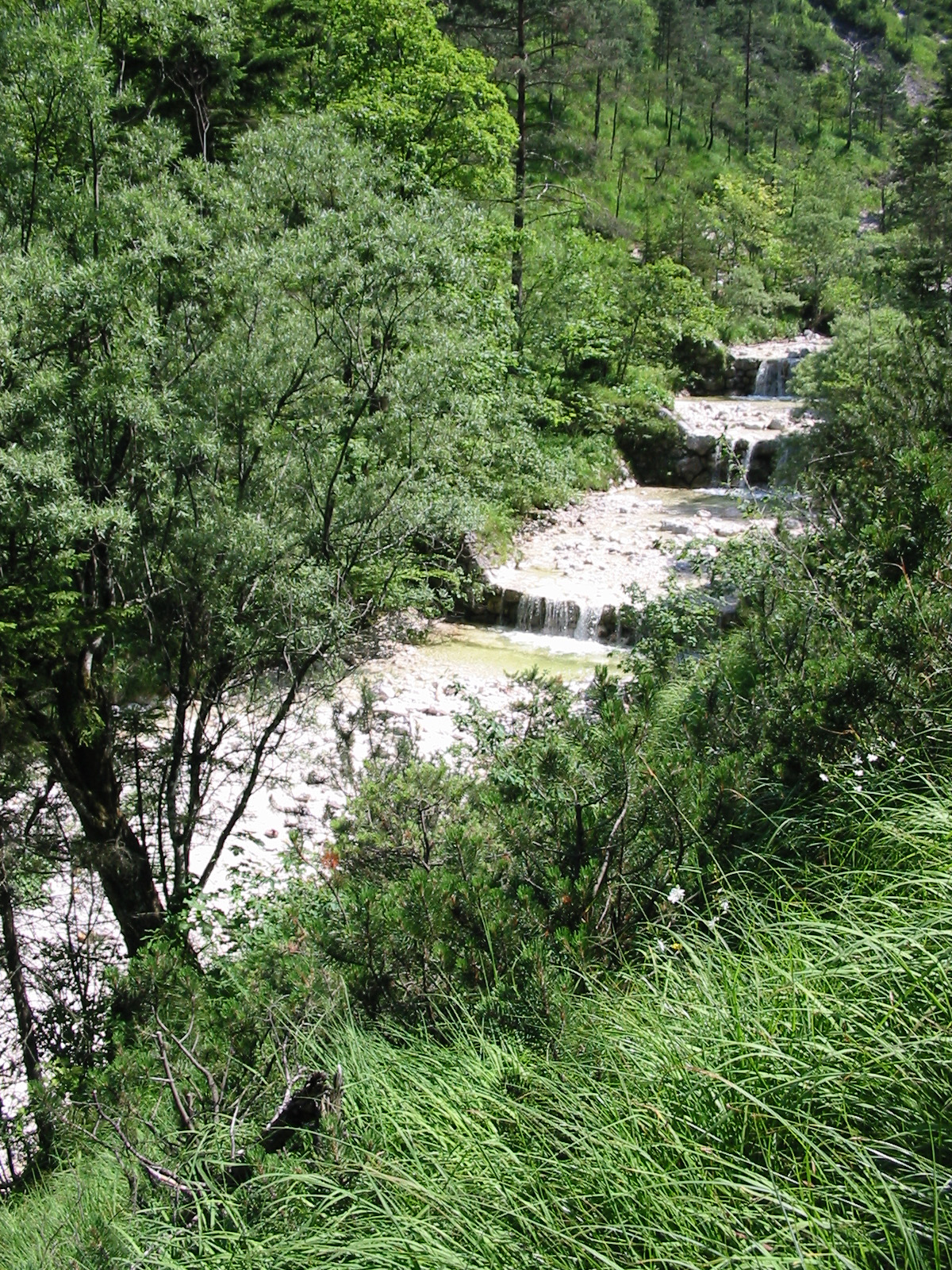
Wildbachverbauung am Weißbach zwischen Hochplatte und Lattenberg

Bäche, wie auch andere Gewässer, werden nach ihrem Nutzen beziehungsweise der Gefahren, die von ihnen für den Menschen ausgehen, als „friedlich“ oder als Wildbach bezeichnet, wobei für letztere in bewohntem Gebiet Maßnahmen zum Hochwasserschutz angebracht sind.
Das natürliche Bett der Bäche in Mitteleuropa ist durch Eingriffe des Menschen meist stark verändert worden. Bachbegradigungen und die Einleitung von Schadstoffen haben zu erheblichen Störungen des natürlichen Verlaufs und zu einer Beeinträchtigung der Selbstreinigungskraft industrienaher Fließgewässer geführt. Auch durch Pestizideinsatz und die Überdüngung der Felder in Bachnähe durch die vielerorts übliche intensive Landwirtschaft sorgen für erhöhte Schadstoffwerte im Bach. In vielen kleinen Bächen werden immer wieder starke Pestizidbelastungen gemessen, welche die zugelassenen Grenzwerte teilweise bei weitem übersteigen. Die Phosphat- und Nitratzufuhr führt zu einem verstärkten Algenwachstum, die Einleitung von Abwässern zu einer Massenvermehrung von Bakterien.
Bei Bächen wurden seit Jahrhunderten auch für den Brandschutz Eingriffe vorgenommen, um die Löschwasserentnahme sicherzustellen. So hatten Gemeinden Sorge zu tragen, „daß es nie an Wasser zum Löschen fehle. Es sind daher Bäche, welche durch Orte fließen, so einzurichten, daß sie an den dazu geeigneten Stellen gedämmt und überall hingeleitet werden können.“ Diesbezügliche Anordnungen wurden Anfang des 19. Jahrhunderts hinsichtlich der Brandverhütung gemäß baupolizeilichen Verordnungen in Textform erlassen. Beispielsweise erließ die herzoglich-nassauische Regierung im November 1826 eine solche Verordnung für ihr Herrschaftsgebiet.

## Künstliche Bachläufe
Das Wort Bachlauf bezeichnet neben dem Verlauf eines natürlichen Baches auch künstlich angelegte Fließgewässer im Gartenbau. Bachläufe werden bei der Gartengestaltung häufig in Verbindung mit Gartenteichen, mitunter auch ohne Einleitung in ein stehendes Gewässer hergestellt. Die Wasserförderung wird durch eine Teichpumpe erzeugt. Der Untergrund des Bachlaufes ist durch Teichfolie abgedichtet, sofern er nicht aus industriell gefertigten Bachlaufschalen besteht.